# Maximilian von Spee
Maximilian Johannes Maria Hubert Reichsgraf von Spee (Copenhague, 22 de junio de 1861-islas Malvinas, 8 de diciembre de 1914) fue un vicealmirante de la Marina Imperial alemana, famoso por mandar la Escuadra de Asia Oriental durante la Primera Guerra Mundial. Spee ingresó en la Armada alemana en 1878 y sirvió en numerosos rangos y destinos, entre ellos en un buque cañonero en el África Occidental Alemana en la década de 1880, en la Escuadra de África Oriental a fines de la década de 1890 y como comandante de diversos buques de guerra de la principal flota alemana a inicios del siglo XX. Tuvo tres hijos con su mujer Margareta. En 1912 recibió el mando de la Escuadra de Asia Oriental y fue ascendido al grado de vicealmirante al año siguiente.
Después del estallido de la Gran Guerra en julio de 1914, Spee llevó a su escuadra de buques a través del océano Pacífico hasta las costas de Sudamérica, donde el 1 de noviembre de 1914 derrotó en la batalla de Coronel, en Chile, a la 4.ª Escuadra de Cruceros de la Marina Real británica dirigida por el contralmirante Christopher Cradock, en la cual hundió dos cruceros enemigos y puso en fuga a los otros dos. Un mes después, Spee decidió atacar la base naval británica de las islas Malvinas, pero allí le sorprendió una flota inglesa muy superior. En la batalla de las Malvinas, la escuadra del vicealmirante Frederick Doveton Sturdee, que incluía dos poderosos cruceros de batalla, destruyó por completo la Escuadra de Asia Oriental de Spee. Pereció en el combate junto con sus dos hijos y otros dos mil doscientos marinos alemanes. Maximilian von Spee fue honrado en Alemania como un héroe y en años posteriores varios buques fueron nombrados en su honor, como el crucero pesado Admiral Graf Spee que resultó gravemente dañado en 1939 en la batalla del Río de la Plata durante la Segunda Guerra Mundial.

## Carrera inicial

El aviso Hela, que Spee comandó a inicios del 1900

Maximilian Johannes Maria Hubert von Spee nació en Copenhague (Dinamarca) el 22 de junio de 1861, aunque se crio en la región de Renania (Alemania), donde su familia tenía una propiedad. Ingresó en la Marina Imperial alemana en 1878 y comenzó a servir en la principal flota alemana, con base en Kiel. Ascendió a oficial con el rango de alférez de fragata (Leutnant zur See en alemán) y fue destinado al cañonero SMS Möwe, a bordo del cual navegó hasta África. Durante este viaje los alemanes firmaron tratados con las autoridades locales en la región de los actuales Togo y Camerún, a través de los cuales crearon las colonias de Togolandia y Kamerun, respectivamente. En 1887, Spee fue transferido a Kamerún, donde administró el puerto de Duala. Allí contrajo la fiebre reumática y tuvo que ser enviado de vuelta a Alemania para recuperarse, aunque sufrió rebrotes de reumatismo durante toda su vida. De vuelta en su patria en 1889, se casó con su novia, la baronesa Margareta von der Osten-Sacken, con quien tuvo tres hijos: Otto, nacido el 10 de julio de 1890; Heinrich, nacido el 24 de abril de 1893; y Huberta, nacida el 11 de julio de 1894.
En diciembre de 1897, Spee formaba parte de la Escuadra de Asia Oriental después de que esta unidad hubiera tomado el control de una concesión en Kiautschou, China, que incluía el puerto de Qingdao. Allí sirvió en el Estado Mayor del vicealmirante Otto von Diederichs y combatió durante el levantamiento de los bóxers en China en 1900. De regreso en Alemania, fue ascendido a capitán de corbeta y asignado como primer oficial del acorazado pre-dreadnought SMS Brandenburg. Entre 1900 y 1908 asumió el mando de diversos buques, como el aviso Hela, el minador Pelikan y finalmente el acorazado Wittelsbach. Durante este período fue ascendido a capitán de fragata en 1904 y a capitán de navío al año siguiente. En 1908 fue nombrado jefe del Estado Mayor del comandante de la Estación del mar del Norte y en 1910 consiguió el rango de contraalmirante, tras lo cual fue nombrado jefe adjunto de las fuerzas de reconocimiento de la Flota de Alta Mar.

## Escuadra de Asia Oriental

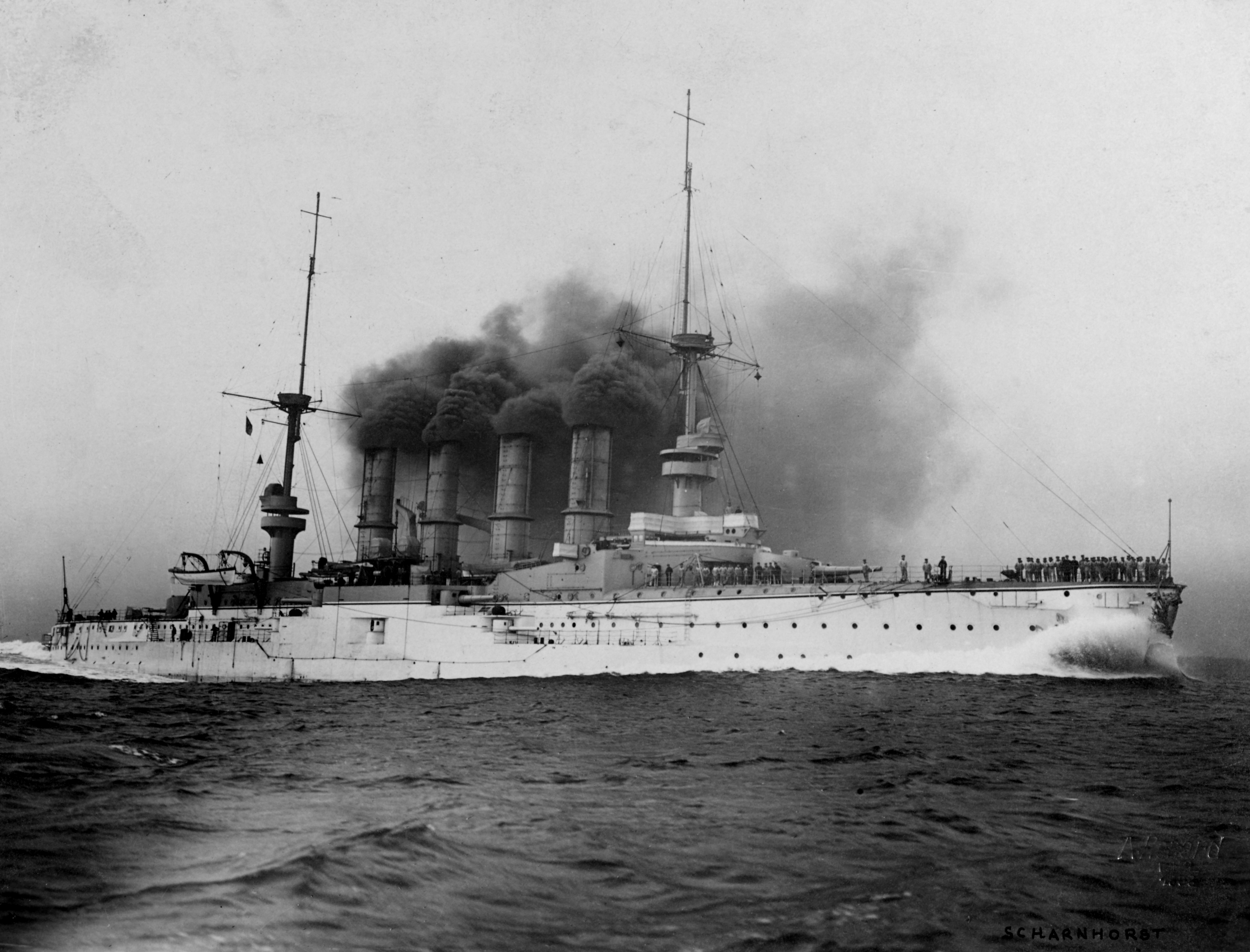
El buque insignia de Spee, el crucero acorazado Scharnhorst

El 4 de diciembre de 1912 Spee recibió el mando de la Escuadra de Asia Oriental en sustitución de Günther von Krosigk. El nuevo comandante izó su bandera en el crucero acorazado Scharnhorst y zarpó para una gira por el Pacífico suroeste junto al buque gemelo del Scharnhorst, el Gneisenau, en el transcurso de la cual recaló en los puertos de Singapur y Batavia, actual Yakarta. En 1913 Spee fue ascendido a vicealmirante. Durante año y medio, el oficial naval alemán mantuvo encuentros con diversos mandatarios de los países de Extremo Oriente. Entre el 1 de abril y el 7 de mayo de 1913, Spee navegó en el Scharnhorst hasta Japón para reunirse con el emperador Yoshihito y poco después hizo lo propio con Chulalongkorn, rey de Siam. En mayo de 1914 Spee tomó el Scharnhorst y el buque torpedero S90 para visitar Port Arthur, Tianjin y Pekín, donde se entrevistó con Yuan Shikai, primer presidente de la República de China. Volvió a embarcar en su buque insignia el 11 de mayo y regresó a Qingdao.
A continuación, Spee inició los preparativos para un crucero a la Nueva Guinea Alemana, para el cual partió en el Scharnhorst el 20 de junio. Los dos cruceros acorazados atracaron en el puerto de Nagasaki, (Japón) donde llenaron sus depósitos de carbón en previsión de la larga travesía hasta su destino. Mientras estaban en camino a Truk, en las islas Carolinas, recibieron la noticia del asesinato del archiduque Francisco Fernando de Austria, heredero del trono del Imperio austrohúngaro. El 17 de julio, la Escuadra de Asia Oriental arribó a la isla de Ponape, en el archipiélago de las Carolinas, donde permaneció a la espera de noticias de una Europa en la que crecía la tensión. Allí tuvo Spee acceso a las emisiones de radio alemanas y supo de la declaración de guerra de Austria-Hungría a Serbia el 28 de julio, seguida poco después por la movilización de Rusia contra el Imperio austrohúngaro y posiblemente contra Alemania. El 31 de julio le llegó la noticia de que iba a expirar el ultimátum de Alemania a Rusia y por ello Spee ordenó a la tripulación de su escuadra que se preparara para la guerra. El 2 de agosto, el káiser Guillermo II ordenó la movilización alemana contra Rusia y su aliada, Francia. Tras la violación germana de la neutralidad de Bélgica en el transcurso de su invasión de Francia, el Reino Unido declaró la guerra al Imperio alemán.

### Primera Guerra Mundial

Mapa de la ruta seguida por la Escuadra alemana de Asia Oriental

La Escuadra de Asia Oriental estaba compuesta por los cruceros acorazados Scharnhorst y Gneisenau y los cruceros ligeros Emden, Nürnberg y Leipzig. Al estallido de la guerra, el Nürnberg estaba navegando de vuelta de la costa oeste de Estados Unidos, donde lo había reemplazado el Leipzig, mientras que el Emden permanecía en el puerto de Qingdao. Spee llamó a todos los barcos para reunir su escuadra. El Nürnberg arribó el 6 de agosto y los tres cruceros ligeros junto a sus barcos de suministro acudieron a la isla de Pagán, en las Marianas, que entonces era colonia alemana. El Emden y el barco de pasajeros Prinz Eitel Friedrich, transformado en crucero auxiliar, se unieron a la escuadra el 12 de agosto. Los cuatro cruceros y sus buques auxiliares zarparon hacia el Pacífico central, en dirección a Chile. El 13 de agosto, el comodoro Karl von Müller, capitán del Emden, persuadió a Spee para destacar su barco y atacar buques mercantes de naciones enemigas. El 14 de agosto, la Escuadra de Asia Oriental levó anclas en Pagán y se desplazó hasta el atolón Enewetak, en las islas Marshall. Durante esta travesía oceánica, el vicealmirante Spee decidió relajar las formalidades a bordo de sus buques e intercambió los deberes de sus tripulantes.

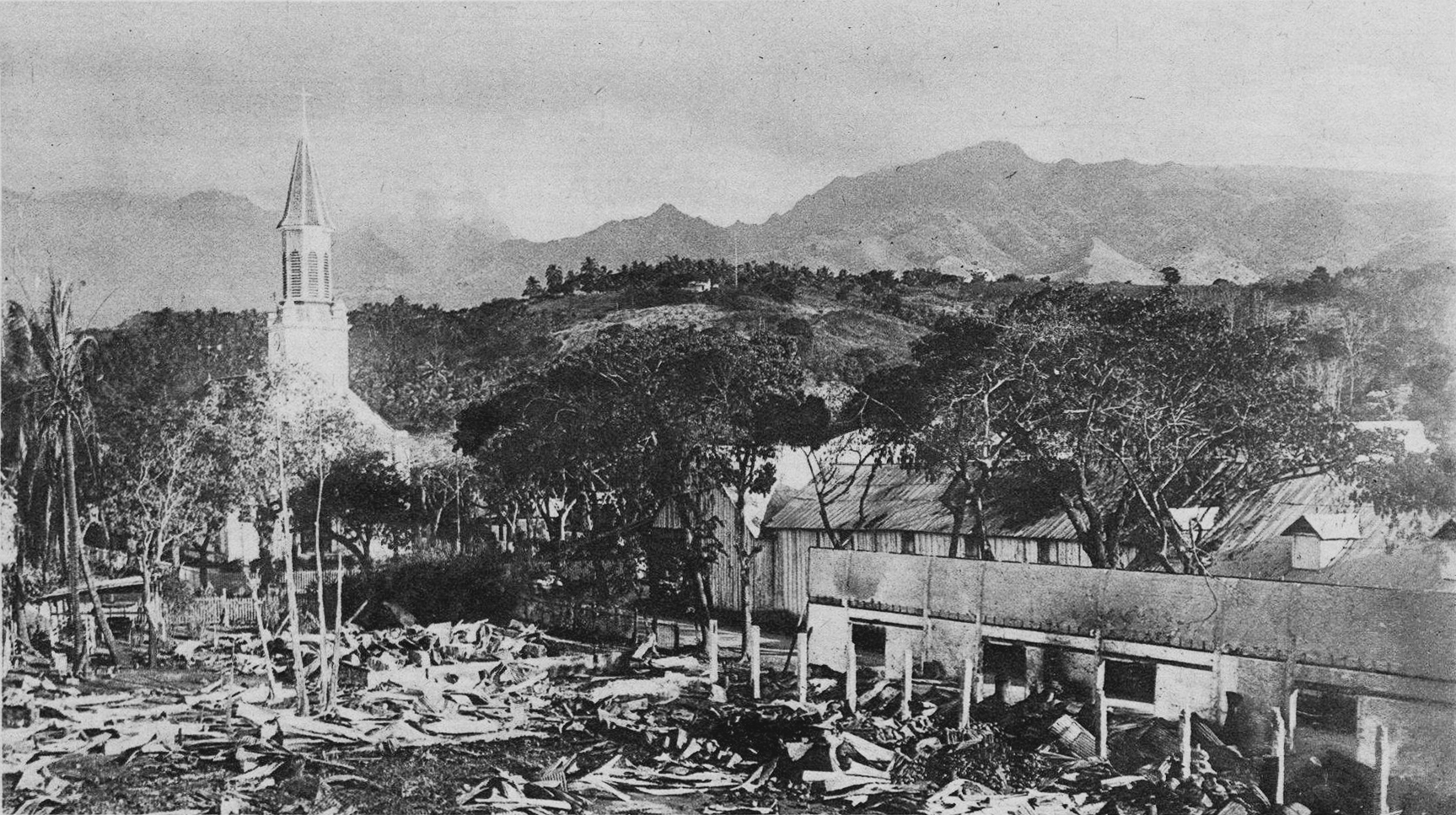
Destrozos tras el bombardeo de Papeete, capital de Tahití, por los buques de la escuadra de Spee.

Con la finalidad de mantener informado al alto mando alemán, el 8 de septiembre Spee envió al Nürnberg a Honolulu con la misión de dar parte a través de naciones neutrales, de la que regresó con la noticia de la captura de la Samoa alemana el 29 de agosto por parte de las potencias aliadas. El Scharnhorst y el Gneisenau navegaron a Apia para investigar la situación e intentar capturar por sorpresa a algún buque de guerra británico o australiano, pero cuando llegaron el 14 de septiembre estos ya se habían marchado. Spee decidió no atacar en tierra a las tropas aliadas, porque ello supondría poner en riesgo la vida de samoanos y dañar propiedades alemanas. El 22 de septiembre, el Scharnhorst y el resto de la escuadra llegaron a la isla francesa de Tahití y bombardearon Papeete con la intención de apoderarse de las reservas de carbón. Las baterías costeras francesas dispararon contra las naves alemanas, pero no hicieron blanco y resultó hundido el torpedero galo Zélée. El miedo a las minas marinas que podría haber en el puerto disuadió a Spee de repostar carbón en este puerto, por lo que continuó su travesía oceánica y pasó por las islas Marquesas, donde compró y confiscó vituallas. El 12 de octubre la escuadra alcanzó la isla de Pascua, donde los alemanes fueron reforzados por los cruceros Leipzig y Dresden, así como por otros cuatro barcos auxiliares. El 1 de noviembre la fuerza naval alemana ya se encontraba frente a la costa chilena, donde recibió noticia de que el crucero ligero británico Glasgow estaba fondeado en el puerto de Coronel (Chile), aparentemente solo. Spee decidió tratar de hundirlo.

#### Batalla de Coronel
El Glasgow estaba asignado a la 4.ª Escuadra de Cruceros de la Marina Real británica, mandada por el contraalmirante Christopher Cradock. Como se desveló poco después, este buque estaba acompañado por los cruceros acorazados Good Hope y Monmouth y el crucero auxiliar Otranto. Tras descubrir a toda la escuadra enemiga frente a Coronel, Spee decidió acometerla. Retrasó la acción usando la velocidad superior de sus naves hasta bien avanzado el día, cuando la puesta del sol siluetearía los buques de Cradock al tiempo que los navíos alemanes quedarían oscurecidos por la costa chilena, ofuscando de esa manera los blancos de los artilleros británicos. A las 18:07, Maximilan von Spee dio la orden de abrir fuego; sus dos cruceros acorazados atacaron a sus adversarios británicos y los cruceros ligeros al Glasgow y al Otranto. Cradock ordenó muy pronto la huida del Otranto, porque no tenía sentido que permaneciera en la línea de combate. Hacia las 18:50, el Gneisenau había averiado al Monmouth y pasó a cañonear al Good Hope, que a las 19:23 ya estaba neutralizado por el fuego conjunto de los dos cruceros acorazados alemanes. En ese momento, Spee ordenó la retirada de sus dos naves principales y mandó a los cruceros ligeros a acabar con el Monmouth y el Good Hope. Los británicos perdieron ambos buques y sufrieron más de mil seiscientos muertos, incluido Cradock, aunque por su parte los alemanes gastaron el 40 % de su munición. De esta manera, el vicealmirante Spee infligió la primera derrota total a una escuadra de la poderosa Armada británica desde las guerras napoleónicas acaecidas un siglo antes.
]]

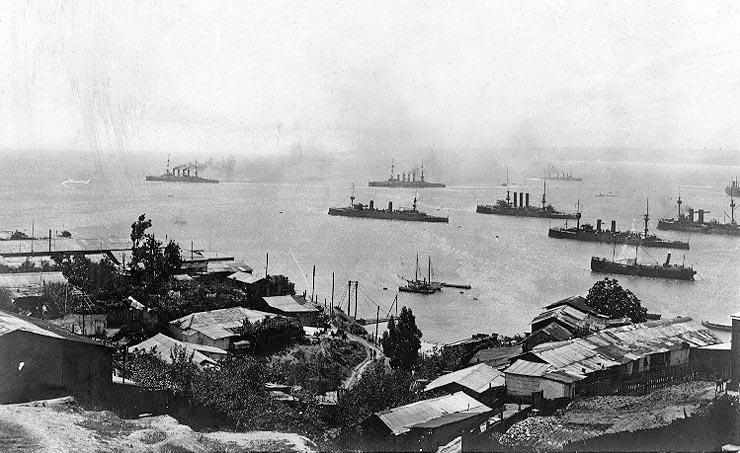
La escuadra alemana zarpando de Valparaíso el 3 de noviembre de 1914. A media distancia aparecen los cruceros chilenos Esmeralda, O'Higgins y Blanco Encalada, y el viejo acorazado Capitán Prat.

Después de la batalla, Spee condujo sus naves a Valparaíso. Puesto que Chile era país neutral, solo tres buques de guerra podrían entrar en este puerto. El vicealmirante alemán seleccionó al Scharnhorst, el Gneisenau y el Nürnberg, que fondearon ante la ciudad chilena el 3 de noviembre, mientras que el Dresden, el Leipzig y los barcos auxiliares quedaron junto a la isla de Más Afuera. Aquí Spee podría repostar carbón al tiempo que confiaba al Estado mayor del Almirantazgo de Alemania determinar la cantidad de fuerzas navales británicas en la región. Además, Spee trató de contradecir las noticias de la prensa británica que buscaba minimizar sus enormes pérdidas en Coronel y exagerar las alemanas, que habían sido de unos pocos heridos. Los marinos alemanes gozaron de una recepción en el Club alemán de Valparaíso, aunque Spee insistió en rebajar el tono de la celebración. Le regalaron un ramo de flores por su victoria y el vicealmirante comentó que quedarían bien en su tumba. Sus palabras fueron:

No deben olvidar que soy una persona sin hogar. No puedo llegar a Alemania, no tenemos un puerto seguro. Debo luchar por abrirme camino a través de los mares del planeta haciendo todo el daño que pueda, hasta que se me acabe la munición o un enemigo muy superior consiga capturarme. Pero lograr eso les costará muy caro a los desgraciados.

Mientras estaba en este puerto, Spee recibió la orden de su Almirantazgo de intentar abrirse camino hasta Alemania. Así, los buques tan solo estuvieron en Valparaíso veinticuatro horas, como exigía la neutralidad chilena, y llegaron a Más Afuera el 6 de noviembre, donde confiscaron el carbón de varios vapores británicos y franceses. El Dresden y el Leipzig recalaron en Valparaíso y después regresaron para conformar la escuadra, tras lo que la formación puso rumbo sur y dobló el cabo de Hornos para internarse en el océano Atlántico Sur. Mientras tanto, la Marina Real británica se había movido con celeridad y enviado dos poderosos cruceros de batalla, el Invincible y el Inflexible, al mando del vicealmirante Frederick Doveton Sturdee, con la misión de aniquilar la escuadra alemana y vengar la derrota de Cradock.

#### Batalla de las Malvinas

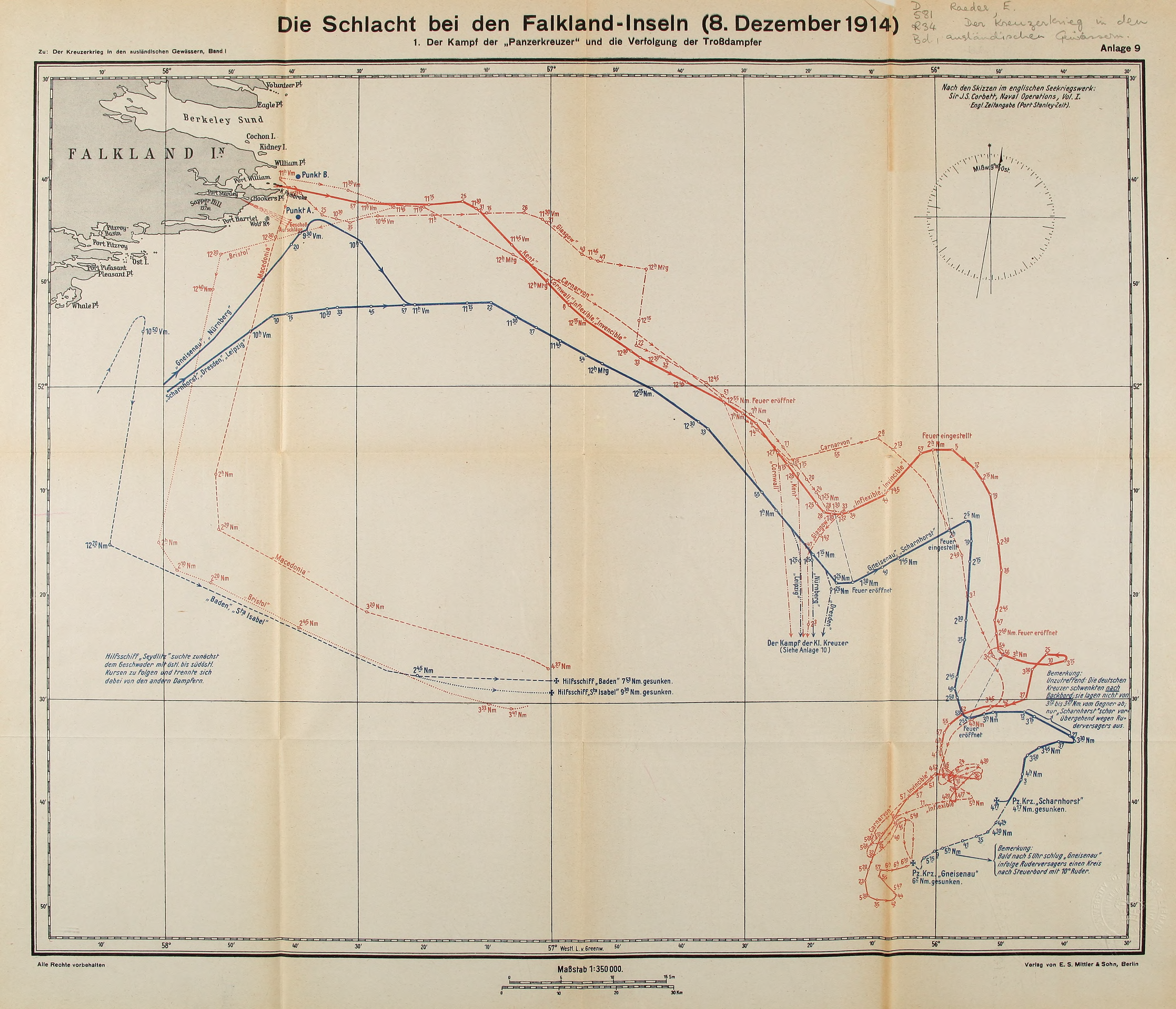
Mapa alemán de la primera fase de la batalla de las Malvinas (8 de diciembre de 1914).

La mañana del 6 de diciembre, Spee celebró una conferencia a bordo de su buque insignia con el resto de comandantes de la escuadra alemana para determinar las acciones a emprender. Había recibido informes fragmentarios y contradictorios sobre los refuerzos británicos llegados a la zona. Spee y otros dos capitanes abogaban por atacar en las islas Malvinas y destruir la estación de radio que allí existía, mientras que el resto de capitanes creían que lo mejor era dejar ese archipiélago y lanzarse contra los barcos mercantes británicos que navegaran frente a las costas argentinas. Se impuso la opción de Spee y la escuadra zarpó en dirección a las Malvinas a las 12:00 del 6 de diciembre, a donde llegó dos días después. Se escogió al Gneisenau y al Nürnberg para realizar el ataque. Mientras se aproximaban a las islas, los vigías del Gneisenau avistaron humo saliendo de Puerto Stanley, capital del archipiélago, y pensaron que los británicos estarían quemando sus reservas de carbón para evitar que cayeran en manos alemanas. Según se acercaban al puerto, el viejo acorazado Canopus, encallado y usado como barco de guardia, les disparó con sus cañones de 305 mm, lo que determinó que Spee ordenara detener la operación. Mientras el vicealmirante alemán cambiaba de plan, el comandante británico Sturdee ordenó a sus barcos zarpar en persecución de la escuadra alemana.

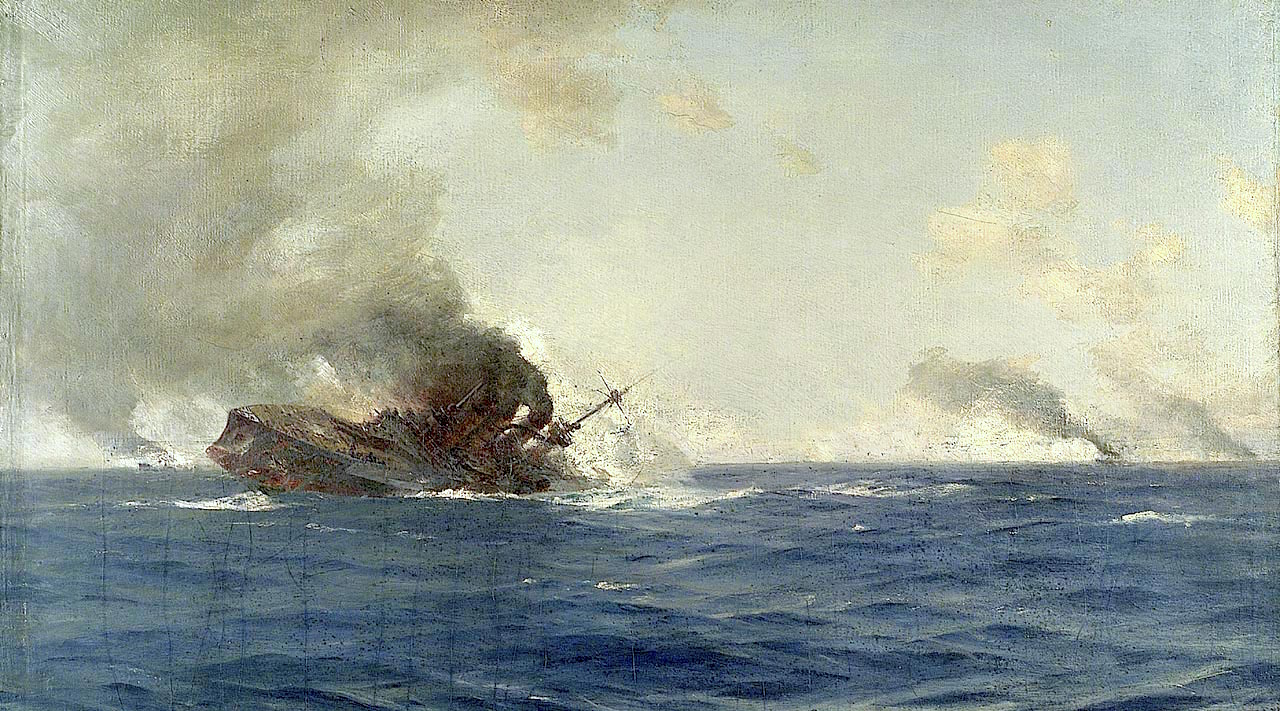
El hundimiento del Scharnhorst según una pintura de Thomas Somerscales

A las 13:20 los cruceros de batalla británicos habían dado alcance a las naves alemanas y Spee supo que no podrían escapar de los rápidos buques enemigos. Por ello, ordenó a sus tres cruceros ligeros que intentaran escapar mientras sus dos cruceros acorazados encaraban a los británicos. Sturdee reaccionó ordenando que sus cruceros persiguieran a las naves que huían al tiempo que sus dos poderosos cruceros de batalla se enfrentaban al Scharnhorst y al Gneisenau. Spee maniobró hábilmente con sus barcos y ganó la posición de sotavento, con lo cual el viento retiraba el humo de las chimeneas y así sus artilleros tenían plena visibilidad. Todo lo contrario le sucedió a los británicos. El Scharnhorst le hizo dos impactos al Invincible con su tercera salva de cañonazos, al tiempo que conseguía evitar los proyectiles británicos. Sturdee trató de alejarse girando dos puntos al norte para evitar que la nave de Spee se acercara lo suficiente como para disparar sus armas secundarias. El vicealmirante alemán contestó a esta maniobra virando velozmente al sur, algo que obligó a Sturdee a girar también al sur para mantener la distancia. Esto permitió al Scharnhorst y al Gneisenau dar la vuelta hacia el norte y permanecer lo suficientemente cerca como para atacar con sus piezas de 150 mm. Sus cañonazos fueron tan precisos que forzaron a los británicos a huir por segunda vez.
Sin embargo, los artilleros británicos habían mejorado su acierto y hacia las 16:00 los impactos que había recibido el Scharnhorst lo habían hecho escorarse y estaba en llamas. Spee ordenó al Gneisenau que tratara de abandonar el combate y al Scharnhorst navegar hacia el enemigo con la intención de dispararle torpedos. A las 16:17 el buque insignia de la escuadra germana volcó y se hundió, llevándose consigo la vida de toda la tripulación, incluido Spee. Los británicos, ya centrados en el Gneisenau, no hicieron ningún esfuerzo por rescatar a los náufragos alemanes. Poco después, el Gneisenau, Leipzig y Nürnberg también acabaron hundidos por el superior fuego de las naves de Sturdee. Tan solo el Dresden consiguió escapar del combate, pero fue perseguido hasta el archipiélago Juan Fernández y echado también a pique. La total destrucción de la Escuadra de Asia Oriental de la Marina alemana costó la vida de dos mil doscientos hombres, incluidos los dos hijos de Spee: Heinrich murió a bordo del Gneisenau y Otto en el Nürnberg.

## Legado

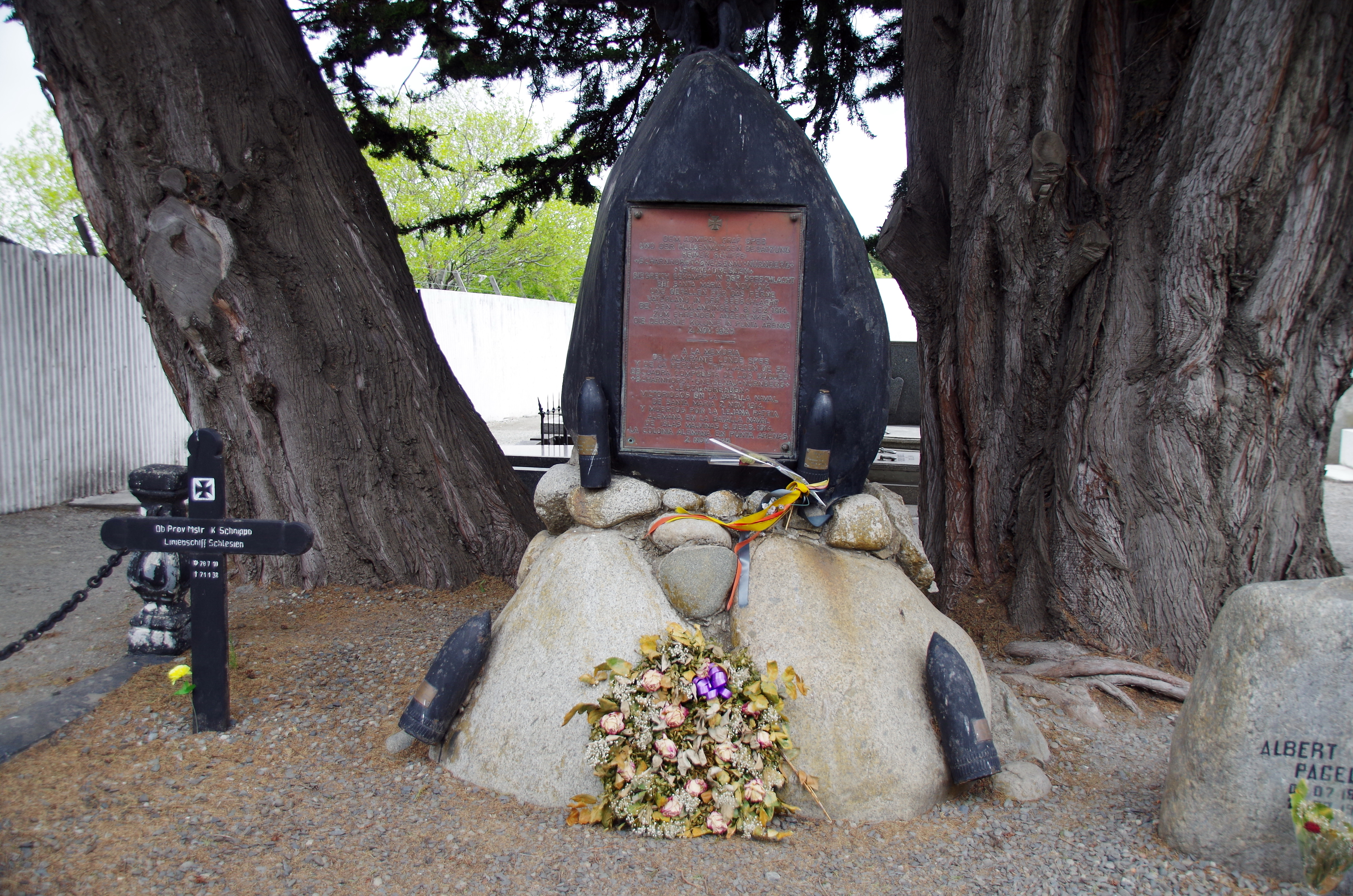
Memorial dedicado a las tripulaciones de los buques de Spee en el cementerio de Punta Arenas, Chile.

En septiembre de 1917, el segundo acorazado de la Clase Mackensen fue nombrado Graf Spee y bautizado en la botadura por la viuda del vicealmirante, Margarete. Cuando se firmó el armisticio del 11 de noviembre de 1918 el buque no estaba terminado y su casco fue vendido y desguazado en 1921. En 1934 Alemania nombró Admiral Graf Spee a un nuevo crucero pesado y de la misma manera que sucedió antes, un miembro de la familia, en esta ocasión su hija Huberta, bautizó la nave en la botadura. El destino de este crucero fue también trágico, pues acabó echado a pique por sus tripulantes en el Río de la Plata frente a la costa de Montevideo, Uruguay. Entre 1959 y 1964, la Bundesmarine alemana operó la fragata de entrenamiento Graf Spee.